# 코르넬리야 니노바

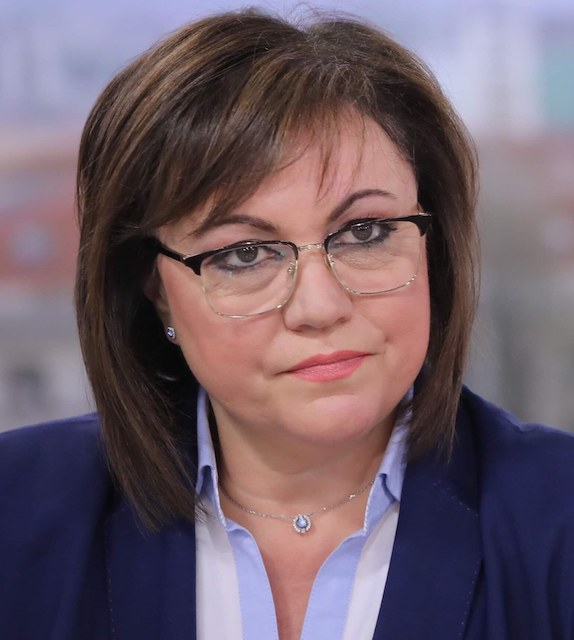

코르넬리야 페트로바 니노바(불가리아어: Корнелия Петрова Нинова, 1969년 1월 16일 ~ )는 불가리아의 정치인으로 불가리아 사회당 (BSP; 이하 사회당)의 국회의원이다. 2016년 5월 8일 이래 사회당의 대표를 지내고 있는 중이다.